# Pardo's Push
 (janvier 2016).
Si vous disposez d'ouvrages ou d'articles de référence ou si vous connaissez des sites web de qualité traitant du thème abordé ici, merci de compléter l'article en donnant les références utiles à sa vérifiabilité et en les liant à la section « Notes et références ».
Le Pardo's Push (littéralement poussée de Pardo) est une manœuvre aérienne mise en place par le Capitaine Bob Pardo pour ramener le F-4 Phantom endommagé de son ailier jusqu'à un espace aérien allié durant la guerre du Vietnam.
Cette manœuvre consistait à pousser l'avion en difficulté par un contact entre sa crosse d'appontage abaissée et le nez de l'appareil en bon état de vol.

## Historique
Cette manœuvre a été utilisée la première fois le 10 mars 1967 par Pardo et son copilote, le 1er Lieutenant Steve Wayne, au bénéfice du Capitaine Earl Aman et de son copilote 1er Lieutenant Robert Houghton, lors d'un vol au-dessus du Nord-Vietnam.

## Culture
Cette manœuvre est évoquée dans un épisode de la série télévisée américaine JAG.